# Ней (футболист)
Вижте пояснителната страница за други личности с името Ней.
 Тази статия е за бразилския футболист.  За френския маршал вижте Мишел Ней.  За стихотворението на Христо Ботев вижте Ней (стихотворение).
Клаудиней Алешандре Апаресидо – Ней (на португалски: Claudinei Alexandre Aparecido - Nei, изписван също и Неи) е бразилски футболист, нападател. Роден е на 2 май 1980 в Аваре, Бразилия. През 2001 играе за Оваренсе, от зимата на сезон 2004/05 до лятото на 2006 за Мориеренсе. През 2006 година преминава в получилия промоция в 1-ва лига отбор на Навал. През сезон 2006-2007 той отбелязва 10 гола, което му отрежда 3-то място в класацията при голмайсторите в Португалия. През лятото на 2007 последва голям интерес към нападателя от различни отбори от Европа. Най-настоятелни обаче са от ЦСКА и той преминава при армейците с трансферна сума, варираща между 500 хил. и 1 млн. евро. През август 2008 той преминава в отбора Ал Шабаб за сумата от 1 млн. евро. През 2009 година Ней е преотстъпен в отбора на Клуж. Той се състезава в отбора на Чангчун Ятай.